# Gymnopyge hopliaeformis
Gymnopyge hopliaeformis är en skalbaggsart som beskrevs av Linell 1895. Gymnopyge hopliaeformis ingår i släktet Gymnopyge och familjen Melolonthidae. Inga underarter finns listade i Catalogue of Life.